# Anna de Saxònia
Anna de Saxònia (Dresden, 23 de desembre de 1544 - 18 de desembre de 1577) va ser l'única filla i hereva de l'elector Maurici de Saxònia, i d'Agnès, filla gran del landgravi Felip I de Hesse. Va ser la segona esposa de Guillem I d'Orange-Nassau.

## Descendència
Anna tenia fama de ser una dona poc atractiva, però la riquesa i noblesa del seu rang va atreure nombrosos pretendents. El 25 d'agost de 1561 es va casar amb Guillem I d'Orange-Nassau, amb qui va tenir cinc fills:
- Anna (1562), morta en la infància.
- Anna de Nassau (1563-1588), es va casar amb Guillem Lluís de Nassau-Dillenburg.
- Maurici August Felip (1564-1566), mort en la infància.
- Maurici de Nassau (1567-1625), estatúder i príncep d'Orange.
- Emília de Nassau (1569-1629), es va casar amb el príncep Manuel de Portugal (1568-1638), fill del prior de Crato, pretendent a la corona lusitana.

## Darrers anys
Anna tenia un caràcter inestable, canviant entre la malenconia, la violència i l'impuls suïcida. La seva personalitat impredictible va acabar cansant el seu marit Guillem i la ciutadania.
Embarassada del seu advocat, Jan Rubens, va donar a llum una filla il·legítima, Cristina, el 22 d'agost de 1571. Assabentat Guillem, en aquell temps ocupat en la Guerra dels Vuitanta anys contra Espanya, va manar arrestar Rubens i va apartar d'ella els seus cinc primers fills, els quals Anna no tornaria a veure mai més. Jan Rubens seria alliberat i tornaria amb la seva esposa legítima, amb qui arribaria a ser pare del famós pintor Peter Paul Rubens.
Anna va ser enviada al castell de Beilstein junt amb la seva filla Cristina. Allà el seu caràcter es va tornar encara més excèntric, patint al·lucinacions i atacs de còlera. Cristina va ser apartada del seu costat i enviada a viure amb els seus germanastres. Guillem va anul·lar el seu matrimoni, i es tornà a casar dues vegades més. Anna va viure la resta dels seus dies a Dresden, on va morir el 1577 als 32 anys.